# City Nord (Musikgruppe)
City Nord war eine Hip-Hop-Gruppe aus Hamburg von 1998 bis Ende 2002, die in zahlreichen Printmedien vorgestellt bzw. interviewt wurden; u. a. bei Uncle Sally’s, Juice, Backspin Hip Hop Magazin und Spex. Sie kamen im Jahr 2000 bei dem Major-Label Motor Music unter Vertrag.

## Mitglieder
Felix XL (Vocals/Rap), Mr. O-Lee 47 (DJ/Cuts) und Def Steff (Produktion, Beats).

## Kurz-Info
Im Jahre 2001 waren sie mit den Black Eyed Peas auf Deutschland-Tour und ein Jahr später im Rahmen der aufwendig promoteten „Komm mir nicht auf die Tour“ mit Mr. Schnabel und Künstlern des Plattenlabels Eimsbush in Deutschland, Österreich, Schweiz unterwegs. Es fanden des Weiteren zahlreiche überregionale Auftritte statt.
Die City Nord ist eine „Bürostadt“ in Hamburg.

## Diskografie
- 2000 Top Niveau / Generation XL (12″)
- 2001 Zeiten ändern sich (EP)
- 2001 Unser Weg (Maxi)
- 2002 Nachtflug 126 (LP)
- 2002 P+C (Alle Rechte vorbehalten) feat. Paolo 77 (12″)
- 2002 Something Special feat. Tony Greer (Maxi)